# Opération Caribbe
Guerre contre les drogues
L'opération Caribbe est la contribution du Canada à la campagne multinationale contre le trafic illicite du crime organisé transnational dans la mer des Caraïbes et dans l'Est de l'océan Pacifique. Généralement, cette contribution prend la forme d'une force opérationnelle composée de navire de guerre de la Marine royale canadienne et d'aéronefs CP-140 Aurora de l'Aviation royale du Canada.
Le rôle des navires canadiens se limitent à trouver et traquer les navires d'intérêt et ce sont des détachements policiers de la Garde côtière américaine qui doivent les intercepter et les appréhender. L'opération Caribbe a commencé en 2006. En 2010, elle a été étendue pour permettre aux agents policiers de la Garde côtière américaine d'opérer à partir de navires canadiens.
En fait, en 2012, l'opération Martillo a été mise sur pied. Il s'agit d'une opération interarmées et multinationale menée par les États-Unis visant à contrer le trafic illicite dans la mer des Caraïbes, dans l'Est de l'océan Pacifique et dans les eaux côtières de l'Amérique centrale. Ainsi, l'opération Caribbe est surtout devenue la contribution du Canada à l'opération Martillo.

## Annexe